# Tatia brunnea
Tatia brunnea är en fiskart som beskrevs av Mees, 1974. Tatia brunnea ingår i släktet Tatia och familjen Auchenipteridae. Inga underarter finns listade i Catalogue of Life.